# Тель-Авівський Центр виконавських мистецтв
Тель-Авівський Центр виконавських мистецтв (івр. המשכן לאומנויות הבמה, HaMishkan LeOmanuyot HaBama / ГаМішка́н Лє́Оманьйо́т ГаБама́), Ізраїльська Опера — великий культурний осередок, театральний і виконавських мистецтв комплекс в ізраїльському місті Тель-Авіві.
Тут під одним дахом містяться ізраїльська оперна трупа і Театр Камері.
Щороку заходи театру відвідують близько 1 млн осіб.
Комплекс примикає до будівлі Центральної Муніципальної бібліотеки, а також Тель-Авівського музею мистецтв. Позаду комплексу — міський Парк Дубнова.